# アルベルト・ガルシア・アスペ
アルベルト・ガルシア・アスペ・メナ（Alberto García Aspe Mena、1967年5月11日 - ）は、メキシコ出身の元サッカー選手。メキシコ代表だった。ポジションはミッドフィールダー。

## 経歴

### クラブ
1984年にUNAMプーマスに加入し、プエブラFC戦でプロデビューした。その後クルブ・ネカクサへと移籍し、アルゼンチン・プリメーラ・ディビシオンの強豪CAリーベル・プレートへレンタル移籍した。
キャリアを通じて518試合に出場して142得点を挙げた。

### 代表
1988年4月26日に行われたホンジュラス代表戦でメキシコ代表デビューした。3大会連続でFIFAワールドカップ(1994, 1998, 2002)に出場し、全てベスト16入りを果たしている。FIFAワールドカップでは通算2得点を挙げているが、どちらともペナルティーキックによるものである。

## 代表歴

### 出場大会
- メキシコ代表
  - 1985 FIFAワールドユース選手権 - ベスト16
  - コパ・アメリカ1993 - 準優勝
  - 1994 FIFAワールドカップ - ベスト16
  - キング・ファハド・カップ1995
  - コパ・アメリカ1995 - ベスト8
  - 1996 CONCACAFゴールドカップ - 優勝
  - 1998 FIFAワールドカップ - ベスト16
  - コパ・アメリカ1999 - 3位
  - FIFAコンフェデレーションズカップ1999 - 優勝
  - コパ・アメリカ2001 - 準優勝
  - 2002 FIFAワールドカップ - ベスト16

### 試合数
- 国際Aマッチ 119試合 21得点（1988年-2002年）[2]

| メキシコ代表 | 国際Aマッチ | 国際Aマッチ |
| 年           | 出場        | 得点        |
| ------------ | ----------- | ----------- |
| 1988         | 1           | 1           |
| 1989         | 2           | 0           |
| 1990         | 0           | 0           |
| 1991         | 3           | 0           |
| 1992         | 9           | 0           |
| 1993         | 18          | 7           |
| 1994         | 9           | 2           |
| 1995         | 12          | 1           |
| 1996         | 13          | 2           |
| 1997         | 12          | 2           |
| 1998         | 10          | 4           |
| 1999         | 12          | 0           |
| 2000         | 0           | 0           |
| 2001         | 12          | 2           |
| 2002         | 6           | 0           |
| 通算         | 119         | 21          |

## 獲得タイトル
個人
- 1985 FIFAワールドユース選手権 得点王

国内タイトル
- プリメーラ・ディビシオン
  - 1990-91, 1994-1995, 1995-1996
- コパ・メヒコ
  - 1994-1995

国外タイトル
- CONCACAFチャンピオンズカップ
  - 1989

メキシコ代表
- FIFAコンフェデレーションズカップ
  - 1999

- CONCACAFゴールドカップ
  - 1996